# Elecciones parlamentarias de Eslovaquia de 2002
Las elecciones parlamentarias de Eslovaquia fueron realizadas entre el 20 y 21 de septiembre de 2002. El  Partido Popular–Movimiento por una Eslovaquia Democrática se posicionó como el partido más grande del Consejo Nacional, ganando 36 de los 150 escaños. Mikuláš Dzurinda, de la Unión Demócrata y Cristiana Eslovaca-Partido Democrático, permaneció como Primer ministro para un segundo período.

## Resultados
| Partido                                                         | Votos     | %    | Escaños | +/–   |
| --------------------------------------------------------------- | --------- | ---- | ------- | ----- |
| Partido Popular– Movimiento por una Eslovaquia Democrática      | 560.691   | 19.5 | 36      | –7    |
| Unión Demócrata y Cristiana Eslovaca-Partido Democrático        | 433.953   | 15.1 | 28      | Nuevo |
| Dirección-Socialdemocracia                                      | 387.100   | 13.5 | 25      | Nuevo |
| Partido de la Coalición Húngara                                 | 321.069   | 11.2 | 20      | +5    |
| Movimiento Democrático Cristiano                                | 237.202   | 8.3  | 15      | –     |
| Alianza de la Nueva Ciudadanía                                  | 230.309   | 8.0  | 15      | Nuevo |
| Partido Comunista de Eslovaquia                                 | 181.872   | 6.3  | 11      | +11   |
| Partido Nacional del Verdadero Eslovaco                         | 105.084   | 3.7  | 0       | Nuevo |
| Partido Nacional Eslovaco                                       | 95.633    | 3.3  | 0       | –14   |
| Movimiento para la Democracia                                   | 94.324    | 3.3  | 0       | Nuevo |
| Alternativa Socialdemocrática                                   | 51.649    | 1.8  | 0       | Nuevo |
| Partido de la Izquierda Democrárica                             | 39.163    | 1.4  | 0       | –23   |
| Partido Verde                                                   | 28.365    | 1.0  | 0       | Nuevo |
| Partido Cívico Independiente de los Desempleados y Perjudicados | 26.205    | 0.9  | 0       | Nuevo |
| Unión de los Trabajadores de Eslovaquia                         | 15.755    | 0.5  | 0       | 0     |
| Mujer y Familia                                                 | 12.646    | 0.4  | 0       | Nuevo |
| Partido Conservador Cívico                                      | 9.422     | 0.3  | 0       | Nuevo |
| Partido de los Trabajadores–ROSA                                | 8.699     | 0.3  | 0       | Nuevo |
| Iniciativa Cívica Romana                                        | 8.420     | 0.3  | 0       | Nuevo |
| Partido por los Derechos Cívicos Democráticos                   | 6.716     | 0.2  | 0       | Nuevo |
| Bloque de Izquierda                                             | 6.441     | 0.2  | 0       | Nuevo |
| Movimiento Político de Roma en Eslovaquia–ROMA                  | 6.234     | 0.2  | 0       | Nuevo |
| Unidad Nacional Eslovaca                                        | 4.548     | 0.2  | 0       | 0     |
| Partido de los Trabajadores Revolucionarios                     | 2.818     | 0.1  | 0       | 0     |
| Partido Popular                                                 | 763       | 0.0  | 0       | Nuevo |
| Votos en blanco/nulos                                           | 38.186    | –    | –       | –     |
| Total                                                           | 2.913.267 | 100  | 150     | 0     |
| Participación electoral                                         | 4.157.802 | 70.1 | –       | –     |
| Fuente: Nohlen & Stöver                                         |           |      |         |       |